# Yongeichthys tuticorinensis
Yongeichthys tuticorinensis är en fiskart som först beskrevs av Fowler 1925.  Yongeichthys tuticorinensis ingår i släktet Yongeichthys och familjen smörbultsfiskar. Inga underarter finns listade i Catalogue of Life.